# Porsche 953
Porsche 953 — штучно изготовленный гоночный автомобиль компании Porsche AG, созданный на базе Porsche 911 Carrera 2-го поколения в рамках внутризаводского проекта-953 (гоночный автомобиль для ралли-марафона Париж-Дакар). Фактически, 953 не является публичным индексом модели, которая на момент своего создания официально декларировалась как Porche 911 Carrera 4x4. Для гонки Париж-Дакар 1984 года было подготовлено три машины, которые финишировали на первом (экипаж Рене Метж и Доминик Ле Муан) и шестом (экипаж Жаки Икс и Клод Брассёр) местах. 
От базовой дорожной заднеприводной 911 Carrera, выпущенной в продажу в том же 1984 году, гоночная отличалась дефорсированным мотором 3.2 (225 л.с.), полноприводной трансмиссией с блокируемым межосевым дифференциалом, отсутствием заднего дифференциала, передней подвеской на двойных поперечных рычагах, бензобаком в 270 литров, комплексом подготовки для гонок по пересечённой местности и пустыни.